# Mangunrejo (Kawedanan)
Mangunrejo is een bestuurslaag in het regentschap Magetan van de provincie Oost-Java, Indonesië. Mangunrejo telt 1705 inwoners (volkstelling 2010).